# Чжан Чжипэн
Чжан Чжипэ́н (кит. упр. 张志鹏, пиньинь Zhāng Zhìpéng; род. 14 мая 1982, Харбин) — китайский кёрлингист и тренер по кёрлингу.
Играл на позиции второго.
Начал заниматься кёрлингом в 2000 году, в возрасте 18 лет.

## Достижения
- Чемпионат мира по кёрлингу среди смешанных пар: бронза (2010).
- Тихоокеанско-азиатский чемпионат по кёрлингу: золото (2007).

## Команды
| Сезон                       | Четвёртый     | Третий      | Второй      | Первый      | Запасной    | Тренер                    | Турниры             |
| --------------------------- | ------------- | ----------- | ----------- | ----------- | ----------- | ------------------------- | ------------------- |
| 2003—04                     | Wang Haicheng | Ma Yongjun  | Чжан Чжипэн | Cao Yilun   | Tian Qiang  | Чжан Вэй                  | ТАЧ 2003 (5 место)  |
| 2006—07                     | Цзоу Дэцзя    | Wang Zi     | Чжан Чжипэн | Yang Tuo    | Чэнь Луань  | Ли Хунчэнь                | ЗУ 2007 (5 место)   |
| 2007—08                     | Ван Фэнчунь   | Сюй Сяомин  | Лю Жуй      | Чжан Чжипэн | Цзан Цзялян | Даниэль Рафаэль, Чжан Вэй | ТАЧ 2007            |
| 2010—11                     | Сюй Сяомин    | Цзан Цзялян | Чжан Чжипэн | Ба Дэсинь   | Лю Жуй      | Даниэль Рафаэль, Чжан Вэй |                     |
| Кёрлинг среди смешанных пар |               |             |             |             |             |                           |                     |
| 2008—09                     | Сунь Юэ       | Чжан Чжипэн |             |             |             | Даниэль Рафаэль           | ЧМСП 2009 (4 место) |
| 2009—10                     | Сунь Юэ       | Чжан Чжипэн |             |             |             | Даниэль Рафаэль           | ЧМСП 2010           |

(скипы выделены полужирным шрифтом)

## Результаты как тренера национальных сборных
| Год  | Турнир                                                          | Сборная             | Место |
| ---- | --------------------------------------------------------------- | ------------------- | ----- |
| 2012 | Тихоокеанско-азиатский чемпионат по кёрлингу среди юниоров 2012 | Китай (юниоры жен.) | 3     |
| 2013 | Тихоокеанско-азиатский чемпионат по кёрлингу среди юниоров 2013 | Китай (юниоры жен.) | 2     |
| 2014 | Тихоокеанско-азиатский чемпионат по кёрлингу среди юниоров 2014 | Китай (юниоры муж.) | 1     |
| 2014 | Чемпионат мира по кёрлингу среди юниоров 2014                   | Китай (юниоры муж.) | 10    |
| 2015 | Тихоокеанско-азиатский чемпионат по кёрлингу среди юниоров 2015 | Китай (юниоры жен.) | 2     |
| 2017 | Чемпионат мира по кёрлингу среди смешанных пар 2017             | Китай (смеш. пара)  | 3     |
| 2018 | Зимняя Олимпиада 2018                                           | Китай (смеш. пара)  | 4     |
| 2018 | Чемпионат мира по кёрлингу среди женщин 2018                    | Китай (женщины)     | 7     |
| 2018 | Тихоокеанско-азиатский чемпионат по кёрлингу 2018               | Китай (мужчины)     | 2     |
| 2019 | Чемпионат мира по кёрлингу среди женщин 2019                    | Китай (женщины)     | 6     |
| 2019 | Чемпионат мира по кёрлингу среди мужчин 2019                    | Китай (мужчины)     | 11    |